# Spalerosophis
Spalerosophis är ett släkte av ormar. Spalerosophis ingår i familjen snokar.
Arterna blir ofta en meter långa eller längre. De förekommer i norra Afrika och i Mellanöstern. Habitatet utgörs av öknar och buskskogar. Individerna jagar gnagare, små fåglar och troligen ödlor. Honor lägger ägg.
Arter enligt Catalogue of Life:
- Spalerosophis arenarius
- Spalerosophis diadema
- Spalerosophis dolichospilus
- Spalerosophis josephscorteccii
- Spalerosophis microlepis